# Finnbråtan
Finnbråtan är en  tidigare tätort i Eidsvolls kommun i Akershus fylke i sydöstra Norge. Orten är belägen två kilometer söder kommunens centralort Eidsvoll.
Sedan 2019 räknar Statistisk sentralbyrå Finnbråtan som en del av tätorten Eidsvoll.